# Assedio di Alkmaar
L'assedio di Alkmaar (1573) fu un assedio combattuto nell'ambito della guerra degli ottant'anni.
I cittadini olandesi di Alkmaar fronteggiarono l'esercito spagnolo (che aveva posto il proprio accampamento presso Oudorp) tra il 21 agosto e l'8 ottobre 1573, resistendo all'assedio. Il 23 settembre Guglielmo I d'Orange a seguito di una richiesta inoltratagli dal comandante delle forze olandesi in città, Jean Cabliau, di inondare la piana attorno alla città dove gli spagnoli si erano accampati. Questo fatto costrinse il comandante spagnolo Don Fadrique, figlio del duca d'Alba, a ritirarsi l'8 ottobre 1573.
La fine dell'assedio segnò la prima vittoria degli assediati di fronte ad un assedio guidato dalle truppe spagnole.
La guarnigione della città ospitava anche dei soldati scozzesi che in precedenza avevano partecipato alla difesa di Haarlem.
Il consigliere cittadino Nanning van Foreest (1529-1592) tenne un diario con un resoconto dettagliato di tutto l'assedio e sul luogo della battaglia sono stati scoperti dei resti archeologici dello scontro.